# Cliffs Esperance Tennis International
Il Cliffs Esperance Tennis International è un torneo professionistico di tennis giocato su campi in cemento. Fa parte dell'ITF Men's Circuit e dell'ITF Women's Circuit. Si gioca annualmente a Esperance in Australia.

## Albo d'oro

### Singolare maschile
| Anno | Campione            | Finalista    | Punteggio        |
| ---- | ------------------- | ------------ | ---------------- |
| 2009 | Matthew Ebden       | John Millman | 6–3, 6–4         |
| 2010 | Sebastian Rieschick | Brydan Klein | 6–3, 6–4         |
| 2011 | Benjamin Mitchell   | Matt Reid    | 6–1, 6–4         |
| 2012 | Adam Feeney         | Alex Bolt    | 3–6, 7–6(2), 6–2 |

### Doppio maschile
| Anno | Campioni                            | Finalisti                   | Punteggio |
| ---- | ----------------------------------- | --------------------------- | --------- |
| 2009 | Matthew Ebden Colin Ebelthite       | Dayne Kelly Jarryd Maher    | 6–1, 6–2  |
| 2010 | Brydan Klein (1) Nima Roshan        | Colin Ebelthite Adam Feeney | 6–3, 6–4  |
| 2011 | Brydan Klein (2) Jose Rubin Statham | Gao Peng Gao Wan            | 7–5, 6–3  |
| 2012 | Alex Bolt Benjamin Mitchell         | Adam Feeney Zach Itzstein   | 6–2, 6–3  |

### Singolare femminile
| Anno | Campionessa     | Finalista       | Punteggio |
| ---- | --------------- | --------------- | --------- |
| 2011 | Casey Dellacqua | Olivia Rogowska | 6–2, 6–1  |
| 2012 | Olivia Rogowska | Ashleigh Barty  | 6–0, 6–3  |

### Doppio femminile
| Anno | Campionesse                     | Finaliste                         | Punteggio           |
| ---- | ------------------------------- | --------------------------------- | ------------------- |
| 2011 | Casey Dellacqua Olivia Rogowska | Monique Adamczak Sandra Zaniewska | 6–3, 6–2            |
| 2012 | Ashleigh Barty Sally Peers      | Victoria Larrière Olivia Rogowska | 4–6, 7–6(5), [10–4] |